# Katalánsko
Katalánsko je autonomní společenství Španělska, které je podle svého Statutu autonomie označováno za národnost. Většina jeho území (s výjimkou údolí Aran) se nachází na severovýchodě Pyrenejského poloostrova, jižně od pohoří Pyreneje. Katalánsko je administrativně rozděleno do čtyř provincií nebo osmi veguerií (regionů), které se dále dělí na 43 komark. Hlavní a největší město, Barcelona, je druhým nejlidnatějším městem ve Španělsku a pátou nejlidnatější městskou oblastí v Evropské unii.
Moderní Katalánsko zahrnuje většinu středověkého a raně novověkého Katalánského knížectví, jehož zbytek na severu dnes tvoří francouzský region Pyrénées-Orientales. Katalánsko sousedí s Francií (Okcitánie) a Andorrou na severu, Středozemním mořem na východě a španělskými autonomními společenstvími Aragonie na západě a Valencií na jihu. Kromě přibližně 580 km dlouhého pobřeží má Katalánsko také významné horské oblasti, jako jsou Pyreneje, Prepyreneje, Transverzální pohoří (Serralada Transversal) a Centrální nížina. Oficiálními jazyky jsou katalánština, španělština a aranéský dialekt okcitánštiny.
V 10. století se Barcelonské hrabství a další sousední hrabství osamostatnila od Západofranské říše. V roce 1137 došlo ke spojení Barcelony a Aragonského království sňatkem, čímž vznikla složená monarchie, Aragonská koruna. V rámci této koruny se katalánská hrabství sloučila do státu, Katalánského knížectví, s vlastním institucionálním systémem, jako jsou Cortesy, Generalitat a ústavy, který se stal základem a podporovatelem středomořského obchodu a expanze Koruny. V pozdním středověku se rozvinula katalánská literatura. V roce 1516 se Karel V. stal monarchou jak Aragonské koruny, tak Kastilie, přičemž zachoval jejich předchozí oddělené instituce a legislativu. Rostoucí napětí vedlo k povstání Katalánského knížectví (1640–1652), které se na chvíli stalo republikou pod francouzskou ochranou. Podle Pyrenejské smlouvy (1659) byly severní části Katalánska postoupeny Francii. Během války o španělské dědictví (1701–1714) státy Aragonské koruny podporovaly Bourbona Filipa V. Španělského, ale po katalánské kapitulaci 11. září 1714 uvalil unifikační správu na celé Španělsko, přičemž vydal dekrety Nueva Planta, které ukončily oddělený status Katalánska a potlačily jeho instituce a právní systém. Katalánština jako jazyk vlády a literatury byla potlačena ve prospěch španělštiny.
V 19. století měly na Katalánsko vliv napoleonské a karlistické války. V druhé třetině století se zde rozvíjela industrializace, kulturní renesance a počínající nacionalismus, spolu se vznikem několika dělnických hnutí. Druhá Španělská republika (1931–1939) udělila Katalánsku autonomii, čímž obnovila Generalitat jako jeho vládu. Po španělské občanské válce (1936–1939) zavedla frankistická diktatura represivní opatření, zrušila autonomii a opět zakázala oficiální používání katalánštiny. Po těžké autarkii, od konce 50. let 20. století Katalánsko zažilo rychlý ekonomický růst, který přitahoval mnoho pracovníků z celého Španělska a učinil ho jednou z největších průmyslových a turistických oblastí v Evropě. Během španělského přechodu k demokracii (1975–1982) byla obnovena Generalitat a autonomní správa Katalánska, které zůstává jednou z ekonomicky nejdynamičtějších oblastí Španělska.
V 10. letech 21. století vzrostla podpora nezávislosti Katalánska. Dne 27. října 2017 katalánský parlament jednostranně vyhlásil nezávislost po referendu, které bylo španělským státem považováno za neústavní. Španělský Senát hlasoval pro zavedení přímé vlády, což vedlo k odstranění katalánské vlády a vyhlášení předčasných regionálních voleb. Španělský Nejvyšší soud uvěznil sedm bývalých ministrů katalánské vlády za obvinění z povstání a zneužití veřejných prostředků, přičemž několik dalších, včetně tehdejšího prezidenta Carlese Puigdemonta, uteklo do jiných evropských zemí. Ti, kteří byli uvězněni, byli v roce 2021 omilostněni španělskou vládou.

## Historie

Nezávislá království na Pyrenejském poloostrově kolem roku 1400

Osídlení Katalánska je doloženo od starší a mladší doby kamenné. V antice, v éře Římské říše, bylo Katalánsko již civilizovaným územím a města jako Girona a Barcelona mají počátek právě v této době.
Území Katalánska bylo mezi lety 1164 a 1707 podřízeno svrchovanosti aragonského krále. V roce 1469 Ferdinand II. Aragonský uzavřel ještě jako dědic aragonského trůnu sňatek s dědičkou kastilského trůnu Isabelou Kastilskou. V zemích aragonské koruny vládl Ferdinand II. až do své smrti v roce 1516, kdy nastoupil na trůn vnuk Ferdinanda a Isabely Karel V. z rodu Habsburků, který sjednotil kastilské a aragonské území do jednoho státního útvaru, Španělského království.
V rámci Španělska měla dominantní postavení Kastilie. V roce 1640 Katalánsko spolu s Portugalskem povstalo proti španělské nadvládě a byla vyhlášena Katalánská republika, ale i přes francouzskou vojenskou pomoc bylo katalánské povstání v roce 1652 potlačeno (Portugalci si vydobyli nezávislost). Přesto si Katalánsko jako součást Aragonské koruny udrželo rozsáhlou autonomii a své tradice. Definitivní konec autonomie přišel až s nástupem Bourbonů na španělský trůn v roce 1707 během války o španělské dědictví, ve které Aragonie podporovala dosud vládnoucí Habsburky proti Bourbonům. To učinily tzv. Dekrety de Nueva Planta, které ze Španělska utvořily centralizovaný stát.
Ve 30. letech během Španělské republiky získalo Katalánsko autonomii, ale po vítězství generála Francisca Franka ve španělské občanské válce byla autonomie zrušena a jakékoliv projevy katalánské identity byly zakázány. Katalánština byla potlačována a oficiálně zakázána. V roce 1940 byl prezident Katalánska Lluís Companys na žádost Španělska zatčen německým gestapem, dopraven do Španělska a tam popraven. Teprve v roce 1978 po skončení Frankovy diktatury byla v Katalánsku obnovena autonomie.

## Symboly

### Vlajka
Katalánská vlajka je tvořena listem o poměru stran 2:3 s devíti vodorovnými pruhy, střídavě žlutými a červenými (5 žlutých a 4 červené).
Kromě této, oficiální vlajky, je v Katalánsku užívána přívrženci úplné suverenity i tzv. Estelada (česky Hvězdnatá nebo Hvězdná vlajka), vlajka symbolizující nezávislost, ale též republikánství. Tato vlajka je, stejně jako vlajka autonomního společenství, tvořena devíti červeno-žlutými pruhy (viz Aragonská koruna, je ovšem rozšířena o modrý klín, sahajícím do třetiny vlajkového listu, ve kterém je bílá pěticípá hvězda.

### Hymna
Katalánská hymna je píseň Els Segadors (španělsky Los segadores). Hudbu složil Francesc Alió, text napsal Emili Guanyavents.

## Geografie
Katalánsko na severu hraničí s Francií a Andorrou, na západě s autonomním společenstvím Aragonií, na jihu s autonomním společenstvím Valencií, na východě pak sousedí se Středozemním mořem.
Katalánsko má v hrubých rysech tvar rovnostranného pravidelného trojúhelníka na severu hraničí s Francií a Andorrou, na západě se zbytkem Španělska (autonomním společenstvím Aragon), na východě (nejdelší hranice) je hranicí pobřeží Středozemního moře a hranice příbřezních vod, na jihu vede krátká hranice s Valencií. Celé území i jednotlivé úseky hranice jsou více nebo méně přírodně determinovány. Na severu jsou to masivy Pyrenejí, na západě tvoří převážnou část hranice se Španělskem řeka Noguera Ribagorçana a její příkré kaňony. Výchozí a určující je pobřežní linie, která je také nejdelším vymezením. Hranice na severu je tvořena vrcholovými hřebeny Pyrenejí a je v podstatě totožná se jejich hlavním vrcholovým pásmem a tím pádem je totožná s rozvodnicí řek Ebre a Le Tech. Většina území se rozkládá na levém břehu Ebre a v oblasti menších pobřežních řek, které nejsou součástí povodí Ebre.
Malá část území Katalánska se rozkládá na pravém břehu zcela dolního toku a hranicí je poslední větší pravobřežní přítok Ebre – Ribarroja až po pobřeží. Takto přírodně determinované území je stabilizováno jako „historická hranice“ po dobu několika století.

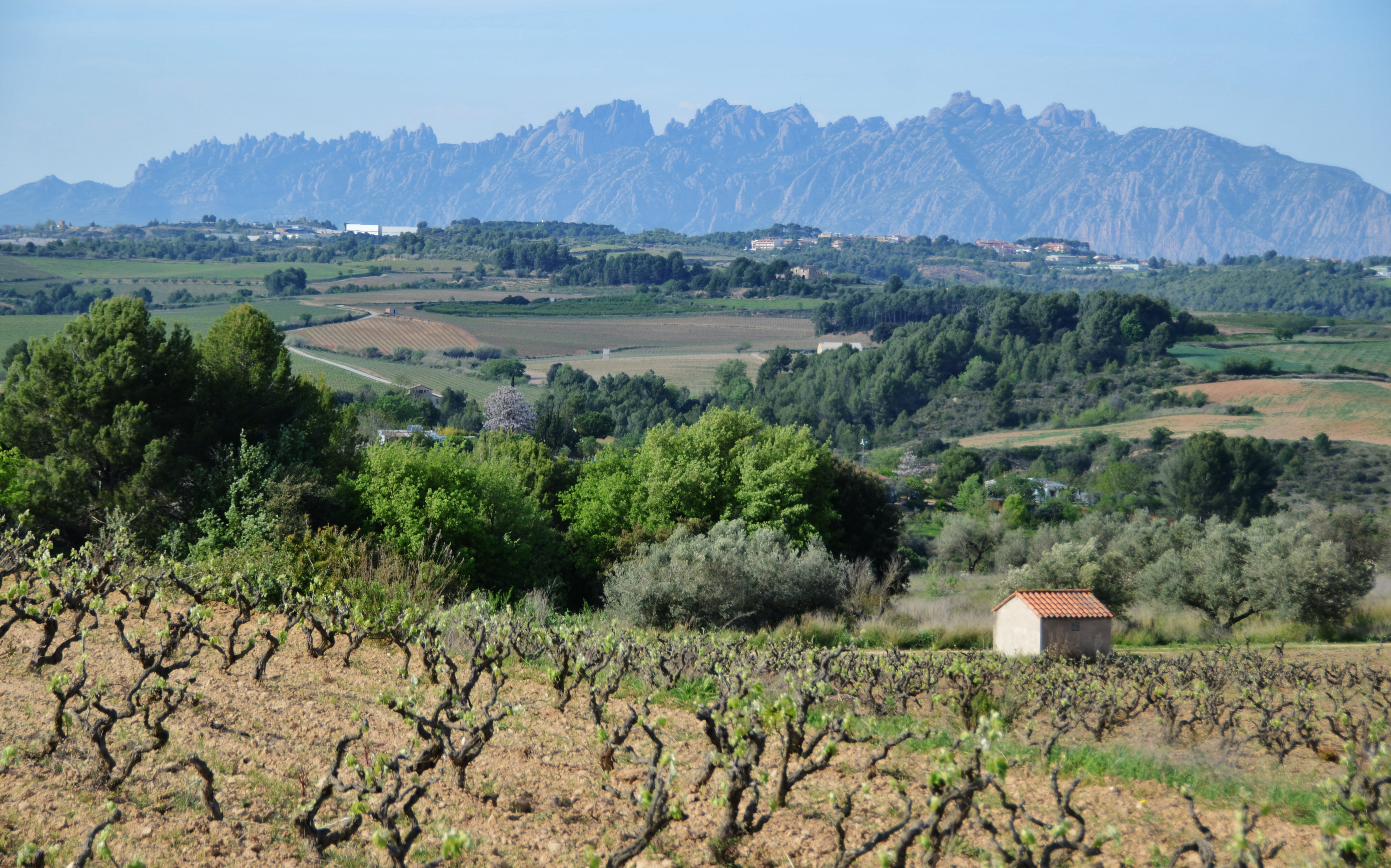
Hora Montserrat v Katalánsku

### Podnebí
Klima je s ohledem na rozrůznění reliéfu značné rozmanité. V úzkém pobřežním pásu panuje čisté středomořské podnebí. V převážné části je to obecné středomořské podnebí (Cfa), na jihu v oblasti delty Ebre je to horké středomořské podnebí s horkými léty dle Köppenovy klasifikace Csb). Střední trojúhelníkové území katalánského vnitrozemí (vnitro katalánské sníženiny) je v obecnosti a převážně (pseudo) oceanické (atlantické) povahy (Cfb), místně se však mohou vyskytovat menší biotopická území charakterem podobná spíše vlhkému kontinentálnímu podnebí nebo naopak mírnějšímu středomořskému podnebí. Přesně vyjádřeno pravé oceanické podnebí panuje pouze v údolí pramenné oblasti francouzské řeky Garonny v severozápadním cípu Pyrenejí.
Horské masivy, zejména nejvyšší polohy Pyrenejí mají podnebí subpolární (alpínské – Dsc a Dsa). V obecném úhrnu lze konstatovat, že podnebí Katalánska je mírnější, pestřejší a ne tak horké a aridní jako území iberského Španělska. Jižní okraje Pyrenejského podhůří a příčná údolí prostupující od pobřeží do vnitrozemí střídají nebo mísí chladné alpínské klima s klimatem oceanickými a ojediněle středomořským, pří pobřežní příčné koridory pak středomořské s oceanickým. Průměrné roční teploty jsou v Barceloně +18,5 °C, Gironě +14,7 °C, v Pyrenejích průměrné (zimní) teploty -2 °C.

### Vodstvo
Katalánsko je na rozdíl od větší části Španělska (přímé úmoří Atlantského oceánu) odvodňováno do Středozemního moře. Největší řekou je Ebre (španělsky Ebro), jež zasahuje do území Katalánska jen relativně malým úsekem před deltou. Povodí Ebre také tvoří jen část území Katalánska. Je to povodí samotné řeky a povodí jejich třech velkých levobřežních přítoků Noguera Ribagorçana, Noguera Pallaresa a Segre, včetně jejích přítoků. Pravý břeh Ebre zasahuje katalánské území jen malým povodím a sice polovinou největšího dolního přítoku Matarranya (řeka sama je hranicí země). Větší část pobřežního a příbřežního pásu odvodňují řeky, které nenáleží do povodí Ebre, ale jsou samostatné a ústí přímo do Středozemního moře. Severně od masivu Puig Pelat (1075) to jsou řeky: Francoli, Gaia, Maspujols, Noya, Llobregat a Ter.
Na území Katalánska je několik (ne příliš velkých) přírodních jezer, vesměs ledovcového (morénového) původu. Největším z nich je Banyoles (Estany de Banyoles), které ale ledovcového původu není. Pak jsou to menší horská jezera v Pyrenejích jako kaskáda Estanys de Mulières v prameništi Noguery Ribagorçany. Katalánsko ve spolupráci se sousedy vybudovalo celou řadu přehradních jezer, hlavně pro potřebu elektrické energie při nedostatku uhlí.
Na hranicích s Francií se zde rozkládá pohoří Pyreneje, od kterého na jih odbočuje pohoří Serralada Costero - Catalana, kopírující v nevelké vzdálenosti od Středozemního moře tvar zdejších pobřežních oblastí Costa Daurada a Costa Brava. Na západě Katalánska na jihu provincie Lleida se zde pak nachází nížina, po jejímž jižním okraji protéká nejdůležitější řeka regionu a jedna z významných řek Španělska, Ebro.

### Územní členění
Od roku 1833 se Katalánsko člení na 4 provincie: Barcelona, Girona (kastilsky Gerona), Lleida (Lérida) a Tarragona. Menšími správními celky je 41 comarek.
Od roku 2010 se Katalánsko také člení na 8 vegueries: Alt Pireneu i Aran, Àmbit Metropolità, Àmbit de Ponent, Camp de Tarragona, Comarques Centrals, Comarques Gironines, Terres de l'Ebre, Penedès.

### Města

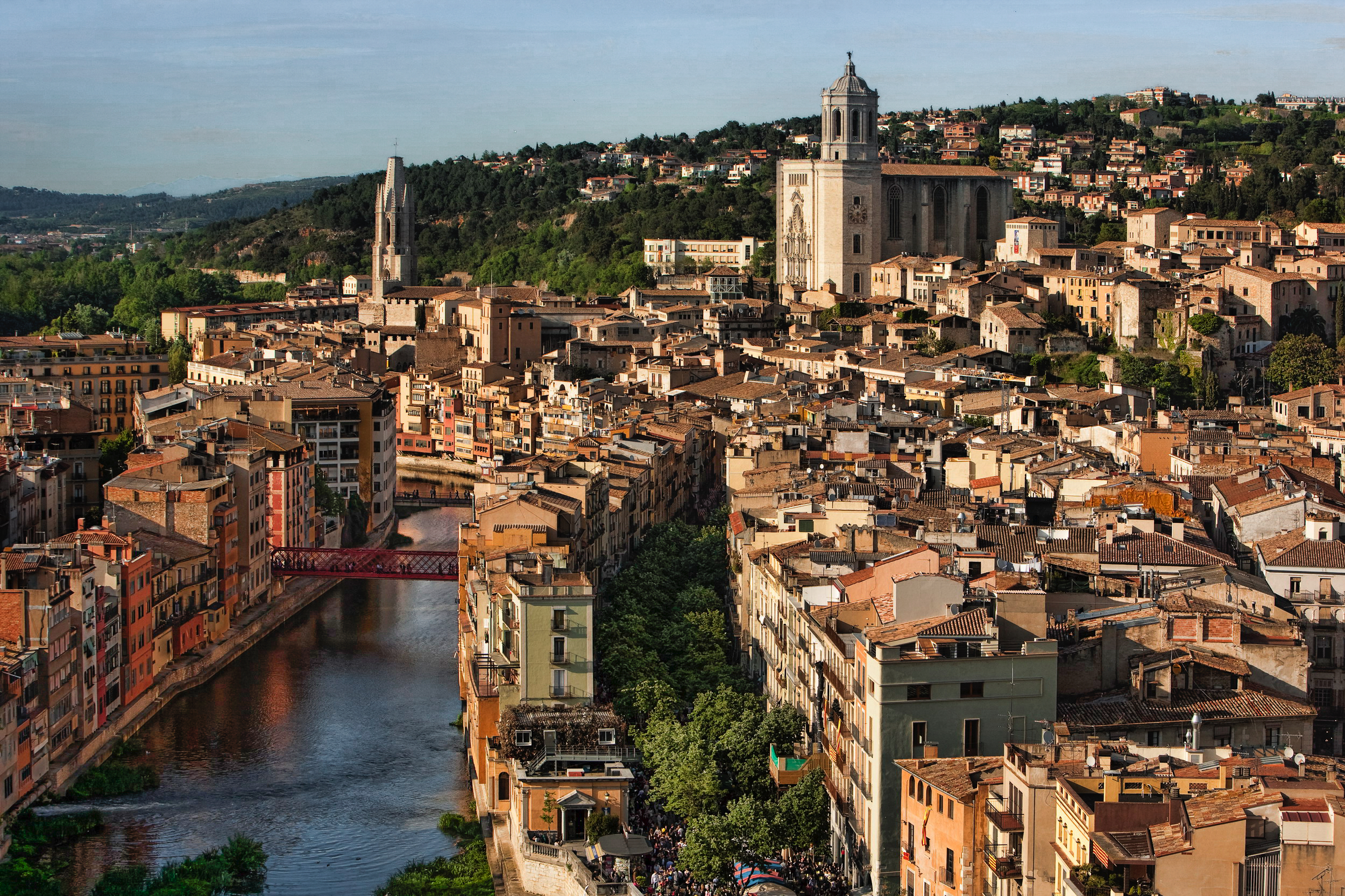
Katalánské město Girona

K roku 2007 mělo 10 katalánských obcí více než 100 000 obyvatel:
| #  | Obec                      | Comarca           | Obyvatelstvo |
| -- | ------------------------- | ----------------- | ------------ |
| 1  | Barcelona                 | Barcelonès        | 1 595 110    |
| 2  | L'Hospitalet de Llobregat | Barcelonès        | 251 848      |
| 3  | Badalona                  | Barcelonès        | 216 201      |
| 4  | Terrassa                  | Vallès Occidental | 202 136      |
| 5  | Sabadell                  | Vallès Occidental | 201 712      |
| 6  | Tarragona                 | Tarragonès        | 134 163      |
| 7  | Lleida                    | Segrià            | 127 314      |
| 8  | Mataró                    | El Maresme        | 119 035      |
| 9  | Santa Coloma de Gramenet  | Barcelonès        | 116 765      |
| 10 | Reus                      | Baix Camp         | 104 835      |

Dalšími významnějšími městy a regionálními centry jsou Girona, Figueres, Granollers, Vic, Manresa, Salou či Tortosa.

## Hospodářství
Katalánsko je hospodářsky vyspělou a úspěšnou zemí. Jednotlivá hospodářská odvětví jsou příznivě vyvážená a diverzifikovaná. Rozhodujícími odvětvími jsou průmysl, sofistikovaný průmysl, vědomostní ekonomika a služby, zejména ty spojené s turismem. Výkonnost hospodářství je na úrovni HDP 43.837 US$ na obyvatele což řadí Katalánsko ke 20 nejvyspělejším zemím (v porovnání pořadí se suverénními státy).

### Průmysl
Katalánsko disponuje značně rozvinutým průmyslem, i když jeho počátky byly poměrně pozdní – až před polovinou 19. století. Průmysl se podílí 37% na celkovém hospodářském obrazu Katalánska. V minulosti byly dominantními v průmyslu výroba textilu (bavlnářství), papíru a mýdla. Později textilní průmysl jako i jinde v Evropě musel transformovat a jeho význam v celkovém podílu se snížil. V Katalánsku jej do značné míry nahradil automobilní průmysl a transformovaná textilní výroba pro potřeby výroby dopravních prostředků. V současnosti jsou profilovými obory katalánského průmyslu: chemie, farmaceutický průmysl, výroba zařízení pro IT, telematických výrobků, a potravinářský průmysl. V oblasti Tarragony je významný podíl petrochemického průmyslu s velkými rafineriemi. V Katalánsku se s ohledem na limitované zdroje příliš nerozvinul těžký průmysl, zejména pro omezené zdroje uhlí.

### Terciární sektor – služby

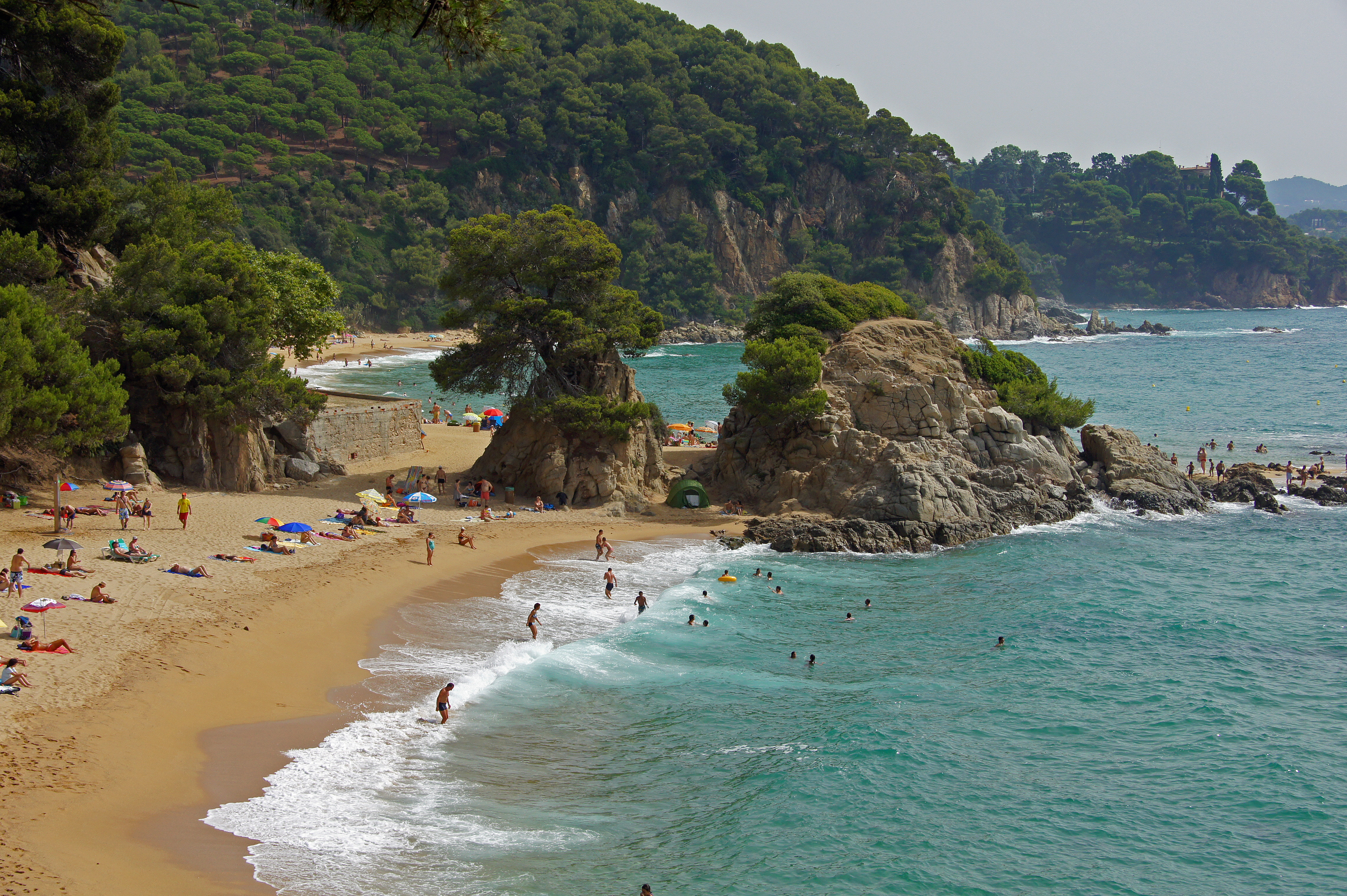
Pobřeží Costa Brava

Terciární sektor je v katalánské ekonomice již od 70. let dominantní (podíl 60̬% HDP), velmi vyspělý a zahrnuje pestrou a vyváženou skladbu různých aktivit s velkou přidanou hodnotou. Zahrnuje turistický průmysl, hotelnictví, veřejné služby, služby v kultuře ale i bouřlivě se rozvíjející nové druhy služeb v sociálních sítích, reklamně a vědomostní ekonomice. Katalánsko má příznivé a rozvinuté podmínky pro turistický ruch. Atraktivní středomořské pobřeží Costa Brava a Costa Daurada (španělsky Costa Dorada), horské rezorty alpského lyžování Banquera-Beret, La Molina, Port Le Comte, Valter 2000, Port Aine. Sektor peněžnictví, rovněž dobře rozvinutý, reprezentují obří spořitelny: La Caixa a Caixa Catalunya a Banc Sabadell. Barcelonská burza cenných papírů (Borsa de Barcelona) s kótovaným objemem obchodů v roce 2017 ve výši 515.4 mld. €.

### Doprava
Katalánsko má velmi dobré dopravní spojení s vnějším světem i dobrou a dobře fungující vnitřní infrastrukturu. S ohledem na sousedství jen s jedním větším státem (Francií) ale velkým objemem mezinárodního pohybu zboží i osob, je stěžejní doprava letecká a námořní.
Katalánsko má pět mezinárodních letišť, ze kterých je Barcelonské letiště El Prat 6. nejrušnějším letištěm Evropy (44.5 mil. cestujících – 3,5 násobek LVH v Praze). Další velká letiště jsou: Girona-Costa Brava Airport (GRO, Aena), Reus Airport (REU, Aena), Lleida-Alguaire Airport (ILD, Aeroports de Catalunya), Sabadell Airport (QSA, Aena), La Seu d'Urgell Airport (LEU, Aeroports de Catalunya). Katalánsko disponuje dvěma velkými přístavy: Barcelona a Tarragona. Mezinárodní železniční spojení zajišťují vysokorychlostní tratě, (v Katalánsku Alta Velocitat Espanyola (AVE)) do Lyonu, Paříže, a směrem do kontinentálního Španělska do Zaragozy a Madridu pro rychlost 330 km/h. Dálniční spojení s Francií je pobřežním dálničním tahem: Středomořskou dálnicí (Autopista de la Mediterrània) AP-7 a dálnicí Madrid-Barcelona, označovanou jako Severovýchodní dálnice (Autovia del Nord-est) A-2.

## Politika

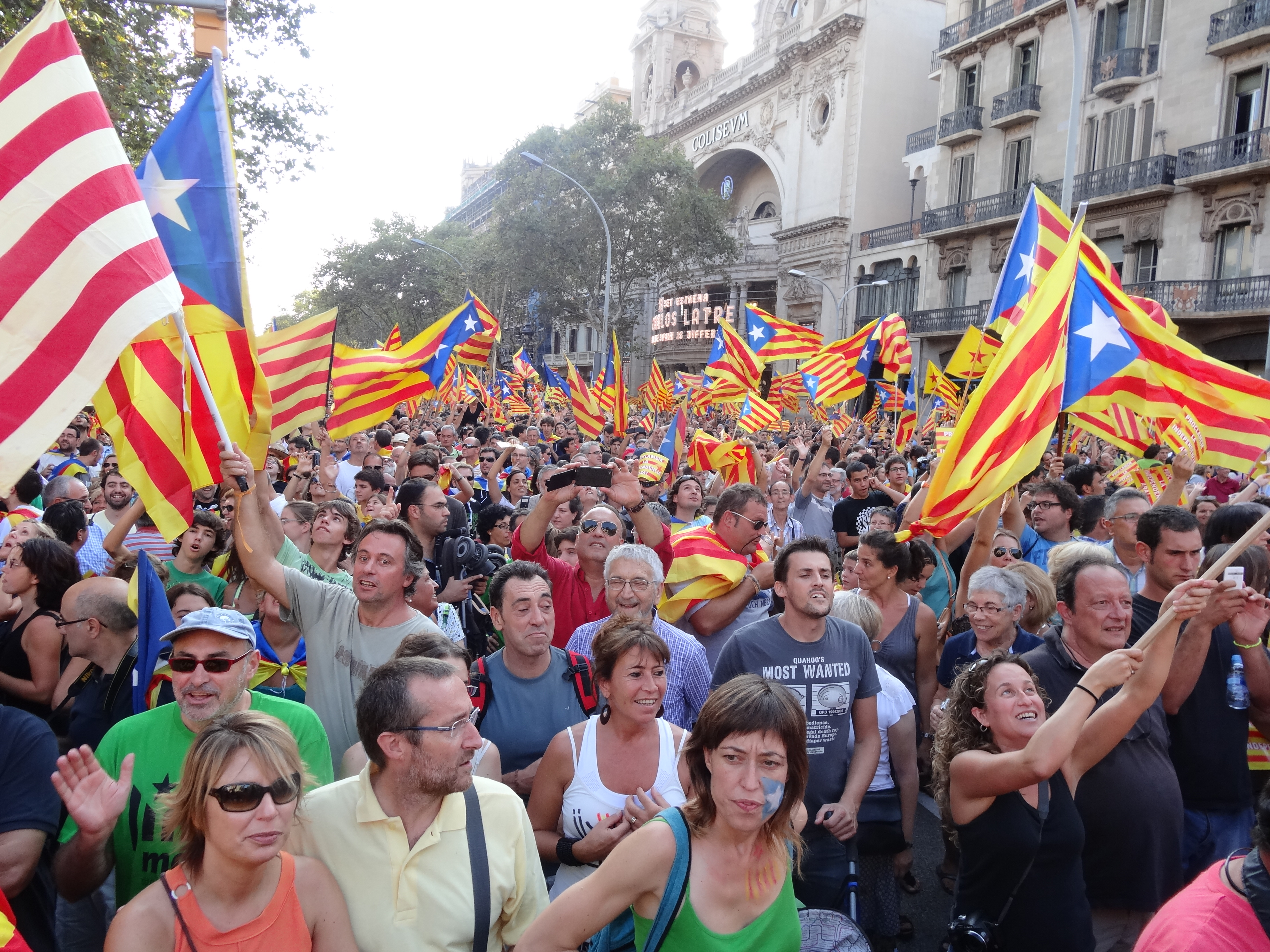
Katalánští separatisté usilující o nezávislost na Španělsku

Od pádu Francova diktátorského režimu v roce 1975 a přijetí demokratické španělské ústavy z roku 1978 byla postupně obnovena a dále v dotčeném článku 155 ústavy rozšířena autonomie Katalánska a dalších regionů.
Nejvyšším právním dokumentem v regionu, hned za ústavou Španělska, je Katalánský autonomní statut (katalánsky Estatut d'Autonomia de Catalunya), představující ústavu autonomního společenství. Poprvé byl přijat v roce 1979 a následně jednou pozměněn do svojí současné podoby, kterou schválili občané Katalánska v referendu roku 2006, kdy při účasti 49,41 % oprávněných voličů pro nový autonomní statut hlasovalo 73,90 %, proti 20,76 %, prázdné hlasovací lístky odevzdalo 5,34 % a neplatné hlasovací lístky odevzdalo 0,90 % ze zúčastněných.
Vrcholným orgánem exekutivy je katalánská vláda (katalánsky Generalitat de Catalunya), v jejímž čele stojí prezident Katalánska (katalánsky President de la Generalitat de Catalunya). Generalitat sídlí v paláci Palau Generalitat v centru Barcelony ve čtvrti Barri Gòtic. V čele legislativy stojí Parlament Katalánska (katalánsky Parlament de Catalunya), který vykonává dozorčí moc nad katalánskou vládou tím, že jí vyhlašuje důvěru, případně nedůvěru. Sídlí v paláci stejného jména.
Dne 9. listopadu 2014 uspořádala katalánská vláda nezávazné referendum o nezávislosti, ve kterém se kolem 80 % hlasujících vyslovilo pro nezávislost za účasti 41,6 % oprávněných voličů.
Dne 6. září 2017 katalánský parlament schválil nový zákon, kterým vyhlásil nové referendum o svojí nezávislosti. Zákon o referendu byl ovšem ústavním soudem Španělska prohlášen za neplatný. Přes aktivní odpor španělské ústřední vlády se hlasování uskutečnilo 1. října 2017. V důsledku zásahu španělské policie proti hlasování bylo zraněno téměř 900 osob. Podle údajů katalánské regionální vlády se 90,09 % z 2,26 miliónu hlasujících vyslovilo pro nezávislost, volební účast byla okolo 42 % oprávněných voličů. S odvoláním na tyto výsledky 27. října 2017 katalánský parlament vyhlásil jednostrannou nezávislost Katalánska na Španělsku a schválil vyhlášení nezávislého státu Katalánská republika. Španělský parlament mezitím schválil omezení autonomie a převzetí kontroly nad regionem. Půl milionu lidí[zdroj?] v ten den demonstrovalo v Barceloně na podporu katalánské nezávislosti. Tím eskalovala nově vzniklá politická krize v Katalánsku.
V prosinci 2017 se konaly volby, ve kterých ale opět většinu získaly separatistické strany.
V regionálních volbách ze 14. února 2021 hrálo téma nezávislosti opět dominantní roli. Separatistické strany vyhrály 74 křesel, o čtyři křesla více oproti minulým volbám, a poprvé od roku 2012 získaly většinu voličů (51 %). Kvůli pandemii a nespokojenostem s politikou byla však účast ve volbách rekordně nízká, volit přišlo pouze 54 % voličů (ve volbách roku 2017 jich bylo 79 %), Hlasy nacionalistů byly přitom rozděleny mezi čtyři politické strany (PSC-PSOE, ERC, JxCat, Vox) s velmi odlišnými strategiemi a vyjednávání o vládě může tak zabrat týdny.

## Obyvatelstvo

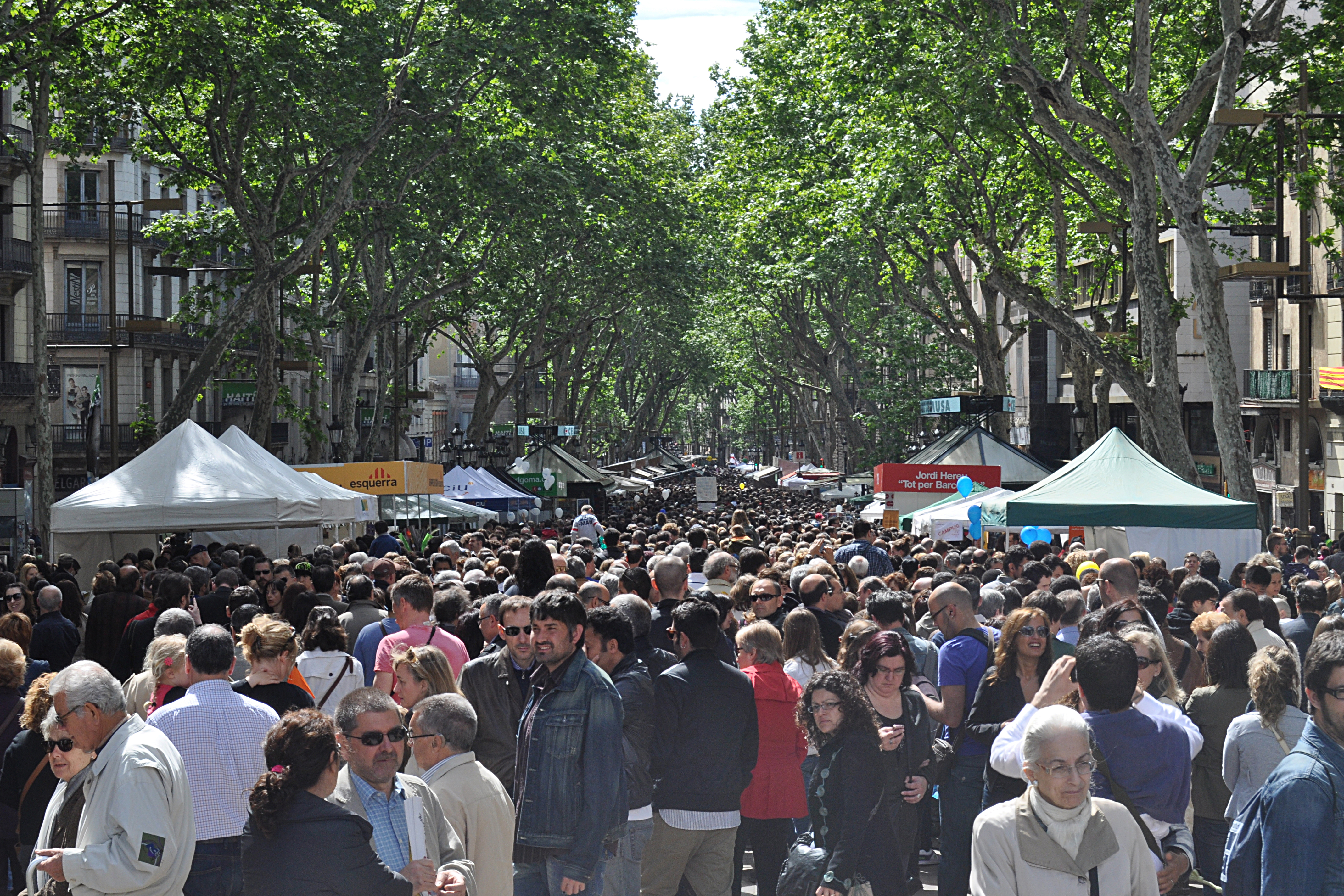
Oslava svátku svatého Jiří na ulici La Rambla v Barceloně

### Jazyky
Vlastním jazykem Katalánska je katalánština (s výjimkou Val d'Aran, kde je jím okcitánština, zde oficiálně nazývaná aranéština). Na celém území je také používána kastilština, což je jiné označení pro španělštinu. Podle Katalánského statistického institutu 36 % obyvatel Katalánska používá jako běžný dorozumívací jazyk katalánštinu, 46 % kastilštinu, 12 % oba jazyky a 0,03 % aranéštinu. 6 % obyvatel společenství se běžně dorozumívá jinými jazyky (arabština, rumunština, angličtina a další).
Podle výzkumů rozumí katalánsky 93,8 % obyvatel, avšak jen 56,3 % v ní dovede psát. Naproti tomu kastilsky rozumí 99 % obyvatel a písemně se dovede vyjadřovat 88,8 %. Je to mimo jiné výsledkem frankistických represí proti menším jazykům a kulturám Španělska; po obnovení demokracie však nastoupila prokatalánská politika, které se daří znalost katalánštiny zvyšovat.

## Kultura

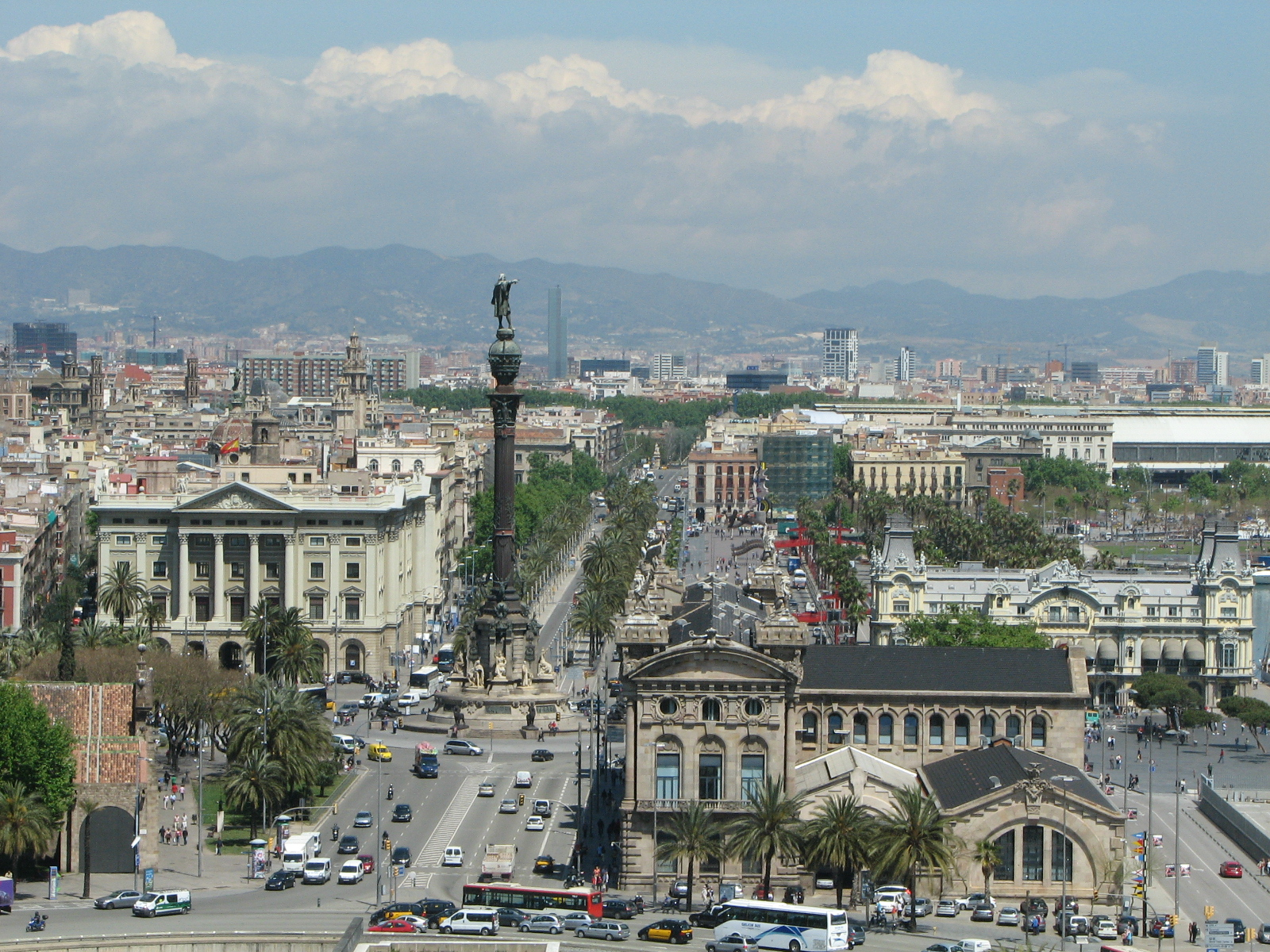
Pohled na Barcelonu

Katalánci mají bohatou kulturní tradici a rádi demonstrují svou nezávislost na Španělsku. Počátky katalánské literatury sahají do 12. století. Z Katalánska pocházejí světoznámí malíři (Salvador Dalí a Joan Miró), architekti (Lluís Domènech i Montaner, Antoni Gaudí) a hudebníci (violoncellista Pau Casals či současný písničkář Lluís Llach).

### Architektura a výtvarné umění
Katalánsko je bohaté architekturou všech slohových období a to nejenom v Barceloně, ale i mimo ni. Město Barcelona má za sebou více než dvoutisíciletý urbanizační vývoj, čemuž odpovídají i četné architektonické památky, ze kterých nejstarší jsou (byť drobné) antické. V celém Katalánsku jsou památky románské, předrománské i gotické architektury. Mezi nimi vyniká katedrála Santa Maria del Mar ve východní části Barcelony ve čtvrti La Ribera, která je nádhernou ukázkou čisté katalánské gotiky. 
Značný mezinárodní vliv má secesní hnutí v čele s Antoni Gaudím. Barcelona ovšem stojí v popředí moderní architektury a to ve vyrovnané tvorbě vysoké úrovně domácích architektů, stejně jako mnoha velikánů světového dosahu jako: Richard Maier, Alvaro Siza, Norman Foster, Richardo Bofill, Rafael Moneo, Josep Lluís Mateo, Santiago Calatrava, Arata Isozaki, Vittorio Gregoti. Z Barcelony pochází světoznámý sochař Joan Miró a dlouho zde působil i Pablo Picasso. V ulicích a náměstích lze najít sochy od Roye Liechtensteina nebo Alexandera Caldera.

### Muzea

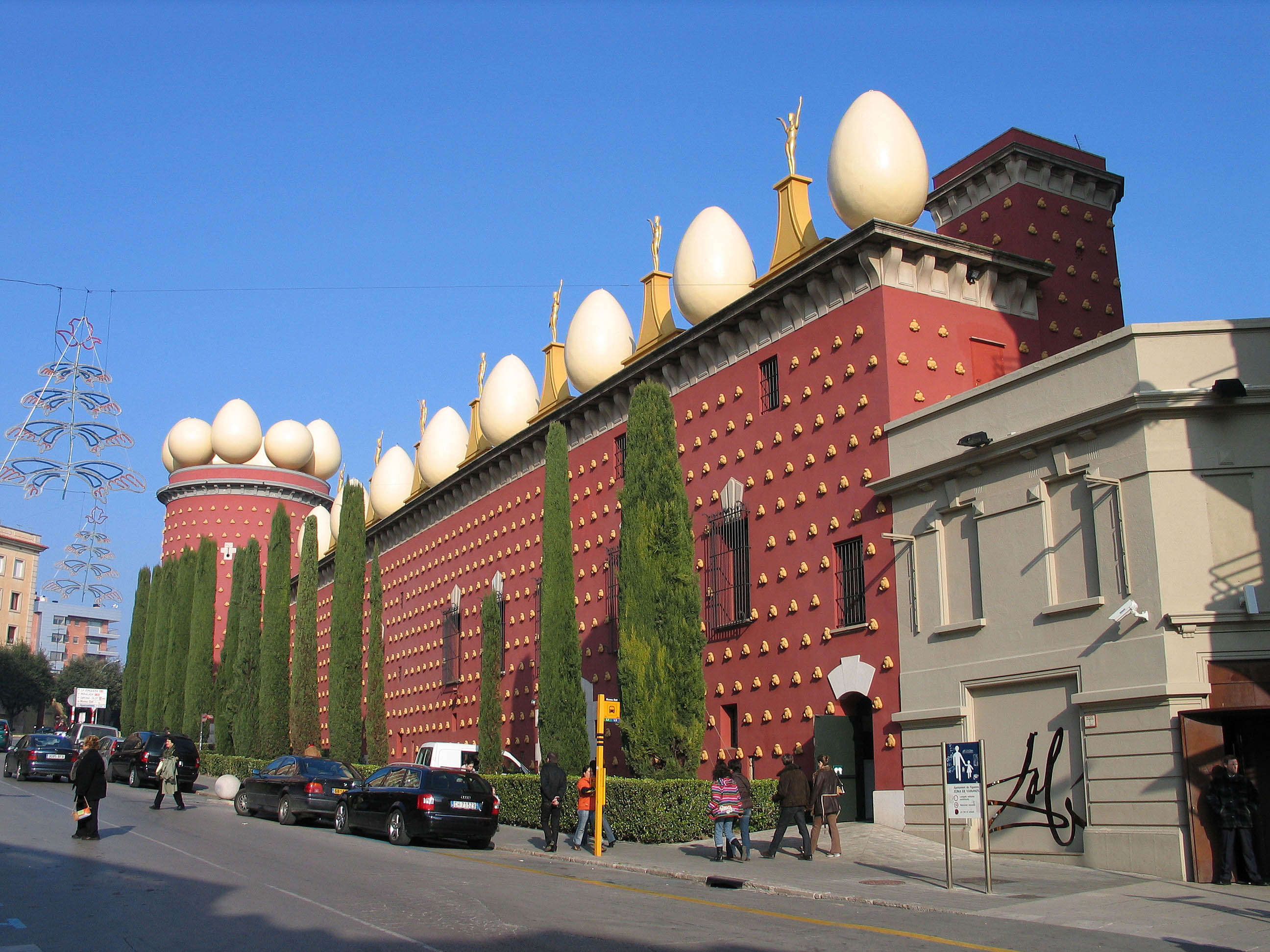
Divadlo-Muzeum Dalí, Figueres

Ve většině měst jsou činná rozmanitá muzea a největší je v Barceloně. Některá z nich vynikají jako unikátní v evropském nebo dokonce světovém měřítku, jak je tomu a případě Mořského muzea (Museu Marítim). Významné sbírky má i Národní muzeum umění (Museu nacional d'Art), Katalánské archeologické muzeum nebo Muzeum soudobého umění (Museu d´Art Contemporani), jehož budova je od amerického architekta Richarda Meiera. Vyhledávané je i Muzeum Pabla Picasa s rozsáhlými fondy, Dalího muzeum ve Figueres a Miróovo muzeum Fundació Joan Miró.

### Korida
Katalánsko je první španělský pevninský region, kde byly zakázány býčí zápasy, a to v roce 2010 katalánským parlamentem. Ovšem katalánský ústavní soud tento zákaz v roce 2016 zrušil.